# Fondation Université de Strasbourg
La Fondation Université de Strasbourg est la fondation de l'Université de Strasbourg et des Hôpitaux Universitaires de Strasbourg. C'est une fondation de coopération scientifique qui a été créée en 2008 par un arrêté du 28 octobre 2008 de l’académie de Strasbourg, comme l'a rendu possible la loi sur l'autonomie des universités.

## Historique
Lors des étapes préparatoires à la création de l'Université de Strasbourg, les trois anciennes universités strasbourgeoises (université Louis-Pasteur, université Marc-Bloch, université Robert-Schuman), aujourd'hui fusionnées lancèrent en novembre 2007 un groupe de travail Fondation, dans le but de doter la future université d'une fondation comme le permettait la loi relative aux libertés et responsabilités des universités (dite LRU) récemment voté (loi no 2007-1199 du 10 août 2007). Une vingtaine d'acteurs des 3 anciennes universités, mais aussi de fondations existantes que sont les fondations pour la Recherche en Chimie, du Cercle Gutenberg, de la FnAK et de l'association E.M.Strasbourg-Partenaires, ont travaillé au sein de ce groupe de travail. C'est au cours de l'année 2008 que le groupe de travail va faire le choix d'une fondation de type partenariale et va rédiger ses statuts et annexes qui seront adoptés par son premier conseil d'administration en juillet 2008. Ils seront ensuite validés par un arrêté du 28 octobre 2008 de la rectrice de l’académie de Strasbourg, accordant l’autorisation administrative de création de la fondation, puis publiés au bulletin officiel du ministère de l'Enseignement supérieur et de la Recherche le 4 décembre 2008.
C'est dans le but de mieux coordonner les donations que la fondation, associée à la fondation pour la Recherche en Chimie, lance le 1er octobre 2010 une campagne de levée de fonds, sous le patronage de Jean-Claude Juncker (président de l'Eurogroupe et Premier ministre du Luxembourg) et d’Henri Lachmann (président du conseil de surveillance de Schneider Electric). Elle espère ainsi récolter 20 millions d’euros en 5 ans, en ciblant cette campagne sur les grandes entreprises et les mécènes particuliers. Cette campagne vise à renforcer l’excellence en recherche de l’Université de Strasbourg, développer son interdisciplinarité, l’ouvrir à tous et valoriser son patrimoine historique.
En 2012, les Hôpitaux Universitaires de Strasbourg rejoignent l'Université de Strasbourg comme membre fondateur de la Fondation. La Fondation devient ainsi également l'outil de collecte de l'hôpital.
En 2014, la Fondation clôture sa première campagne avec 22,5 millions d'euros, dépassant l'objectif de 20 millions initialement fixé en 2014.
En 2017, la Fondation passe le cap des 30 millions d'euros collectés et lance en 2018 une deuxième campagne majeure intitulée « Tous Nobels » en référence aux nombreux prix Nobel toujours en activité au sein de l'Université de Strasbourg. Cette campagne doit durer 4 ans et s'achever en 2022 avec un objectif de collecte à 50 millions d'euros.
En 2022, la Fondation clôture sa seconde campagne avec un objectif atteint de 56 millions d'euros. Elle compte parmi ses mécènes la plupart des grandes entreprises du territoire alsacien et plusieurs milliers de particuliers. Régis Bello, ayant présidé la Fondation depuis sa création, cède sa place à André Renaudin.

## Fondation

### Structure de la fondation
La loi sur l'autonomie des universités (LRU) donne la possibilité entre deux types de fondation : la fondation universitaire et la fondation partenariale créée par la loi LRU et modifiée par la loi de modernisation de l'économie no 2008-776 du 4 août 2008. C'est ce dernier type qui fut choisi par l'université. À la différence d'une fondation universitaire, la fondation partenariale de l'université strasbourgeoise est :
- dotée de la personnalité morale, elle est donc juridiquement autonome contrairement à une fondation universitaire,
- soumise au statut de la fondation d’entreprise (article 19-8 de la loi no 87-571)[5], elle peut donc dégager les mêmes ressources que cette dernière (versements des fondateurs ; subventions de l’État, des collectivités territoriales et de leurs établissements publics ; produit des rétributions pour services rendus etc.) et peut aussi contrairement à celle-ci, recevoir des dons et legs et bénéficier d’opérations de mécénat,
- dirigée par un conseil d'administration dont la majorité des sièges doivent être dévolus à l'EPSCP créateur, ici l'université de Strasbourg[6],[7].

Suivant la définition de l'article 18 de la loi no 87-571 du 23 juillet 1987 sur le développement du mécénat, une fondation est l'acte par lequel une ou plusieurs personnes physiques ou morales décident l'affectation irrévocable de biens, droits ou ressources à la réalisation d'une œuvre d'intérêt général et à but non lucratif. Ainsi la fondation a pour personne morale l’université de Strasbourg et l'œuvre d'intérêt général et à but non lucratif est le développement de l'université et de ses partenaires.

## Missions et projets de la fondation
Au service de l’Université de Strasbourg et des Hôpitaux Universitaires de Strasbourg, les objectifs de la Fondation Université de Strasbourg sont multiples. :
- contribuer au développement et à l’excellence de l’Université de Strasbourg et des Hôpitaux Universitaires de Strasbourg, en soutenant leurs projets ;
- accroître le rayonnement de l’Université de Strasbourg et des Hôpitaux Universitaires de Strasbourg, afin de renforcer leur attractivité et développer des programmes de recherche, de formations et de soin innovants ;
- améliorer l’accueil des étudiants, patients, chercheurs, médecins et personnels.

## Financement
Le financement est en grande partie issu des dons, ceux-ci permettent aux particuliers et aux entreprises d'être acteur du développement de l'université et des hôpitaux de Strasbourg mais aussi de bénéficier d'une déduction sur les impôts dus. La Fondation bénéficie également du soutien financier de l'Université de Strasbourg, des Hôpitaux Universitaires de Strasbourg et de l'Eurométropole de Strasbourg.